# Marschalck von Bachtenbrock

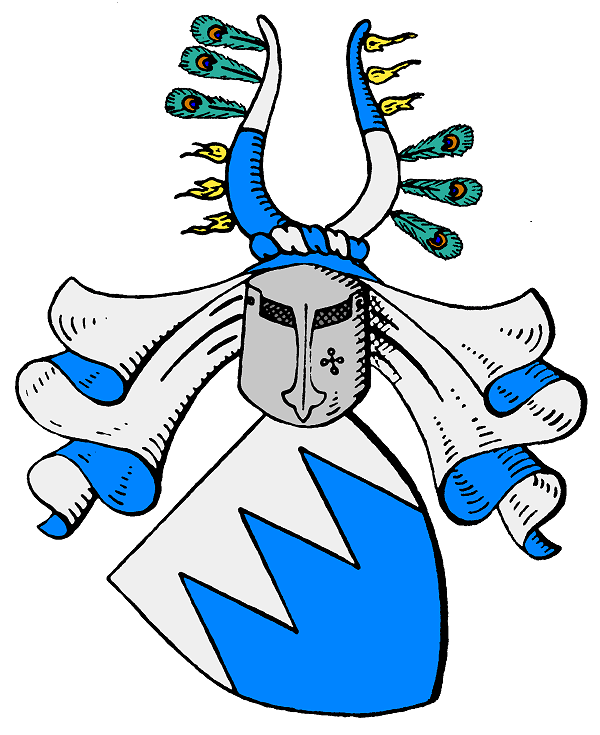
Stammwappen der Marschalck von Bachtenbrock

Marschalck von Bachtenbrock ist der Name eines bis heute fortbestehenden bremischen Uradelsgeschlechts.

## Geschichte
Die Familie wird erstmals 1142, mit Johann von Bachtenbrock urkundlich genannt. Die durchgängige Stammreihe beginnt mit dem gleichnamigen Johann von Bachtenbrock, urkundlich 1248–1265, dem Mitbegründer des Marienklosters Stade und dessen Sohn Sibode Marschalck, urkundlich 1280–1318.
Der jeweils Älteste des Geschlechts hatte seit 1435 das Erbmarschallamt im Erzbistum Bremen und später im Herzogtum Bremen inne.
Seit Verleihung dieser Würde führt die Familie von Bachtenbro(c)k den Namen „von Marschalck“.
Am 26. Februar 1897 erfolgte die preußische Anerkennung der Berechtigung zu Wiederannahme des alten Stammnamens, als Marschalck von Bachtenbrock für das Gesamtgeschlecht.
Die Familie teilte sich im 16. Jahrhundert in zwei Linien:
Familienmitglieder wohnen auf dem Rittergut Hutloh in Hechthausen.

### Linie Geesthof
Diese Linie teilte sich ebenfalls noch im 16. Jahrhundert in die Zweige Kranenburg, Freiherrenstand 1675, und Hutloh, Freiherrenstand 1711.
Der Kammerherr Königs Karl X. Gustav und königlich schwedische Hofmarschall Balthasar Marschalck wurde am 19. Juli 1675 in den schwedischen Freiherrenstand gehoben und 1678 in die Freiherrenklasse der schwedischen Ritterschaft introduziert.
Am 14. April 1652 erhielt der königlich dänische Hofjunker und nachmalige Geheime Rat, sowie der letzte Kanzler des dänischen Königs in Norwegen, Johann Friedrich Marschalck die dänische Adelsnaturalisation. Am 14. Oktober 1723 folgte die Introduktion in die Adelsklasse der schwedischen Ritterschaft für den königlich schwedischen Generalmajor der Kavallerie Franz Christian Marschalck (* 1680; † 1734). Sein Bruder, der königlich schwedische Generalleutnant der Kavallerie Carl Gustav Marschalck (* 1664; † 1726) wurde bereits am 7. März 1711 für geleistete Kriegsdienste in den Freiherrenstand gehoben. Am 19. März 1847 erging die hannoversche Genehmigung zum Führen des Freiherrentitels für des letztgenannten Deszendenz.

### Linie Ovelgönne
Diese Linie verblieb im Ritterstand und ist heute erloschen.
Ein Zweig galt wegen unehelicher Abstammung als unebenbürtig. Ihm gehörten Johann Marschalck, 1607–1623 Bördevogt zu Selsingen, dessen Sohn Johann Adolf Marschalck, 1623–1654 ebendort Bördegraf, und wiederum dessen Sohn Johann Marschalck, 1654–1692 gleichfalls Bördegraf zu Selsingen, an. Nach dem Letztgenannten ging das Amt an dessen Schwiegersohn Angelus Rolap über.

## Angehörige
- Levin von Marschalck (* ca. 1585; † 1629), erzstiftisch-bremischer Landdrost und deutscher Kanzler König Christians IV. von Dänemark und Norwegen
- Johann Friedrich von Marschalck (1618–1679), norwegischer Kanzler
- Balthasar von Marschalck (* 1625; † 1685) erzstiftisch-bremischer Domherr und Hofmarschall König Karls X Gustav von Schweden
- Christian Friedrich von Marschalck (* ca. 1650; † 1719), dänischer Kavallerist und Besitzer der norwegischen Burg Austrått
- Engelbert Johann Freiherr von Marschalck (* 1766; † 1845), 1823–1841 Landdrost der Landdrostei Stade
- Otto Alexander Freiherr von Marschalck (* 1799; † 1858), 1845–1856 Landdrost der Landdrostei Osnabrück, 1856–1858 Landdrost der Landdrostei Stade
- Carl Detlev Freiherr Marschalck von Bachtenbrock (* 1802; † 1864), 1841–1857 königlich hannoverscher Landdrost der Landdrostei Aurich
- Max Freiherr Marschalck von Bachtenbrock (* 1877; † 1954), auf Laumühlen, Geesthof und Hutloh, bremischer Erbmarschall und Ritterschaftspräsident[4]

## Wappen
Das Stammwappen ist im Schild von Silber und Blau durch drei aufsteigende Spitzen geteilt. Auf dem Helm mit blau-silbernen Decken von Silber und Blau übereck geteilte Büffelhörner, deren silberne Teile mit je drei natürlichen Pfauenfedern besetzt sind, während aus den blauen Teilen drei goldene Flammen hervorschlagen.
Das freiherrliche Wappen (1675) ist geviert, mit einem Herzschild wie das Stammwappen. 1 und 4 in Rot ein ruhender gekrönter Löwe. 2 und 3 in Blau ein geharnischter Arm, in der bloßen Hand einen Marschallstab haltend. Drei Helme mit rot-silbernen und blau-goldenen Decken. Auf dem rechten der Löwe wachsend, in der rechten Pranke eine silberne Kugel haltend. Der mittlere Helm wie im Stammwappen mit einem Stern zwischen den Büffelhörnern. Auf dem linken Helm der wachsende geharnischte Arm, in der bloßen Hand jedoch einen grünen Lorbeerzweig haltend.
Der Zweig der Selsinger Bördegrafen Marschalck führte das Stammwappen mit einem Bastardfaden.
Das Wappen erscheint unter anderem in den Wappen der Gemeinden Hechthausen, Kranenburg (Oste) und Bliedersdorf.

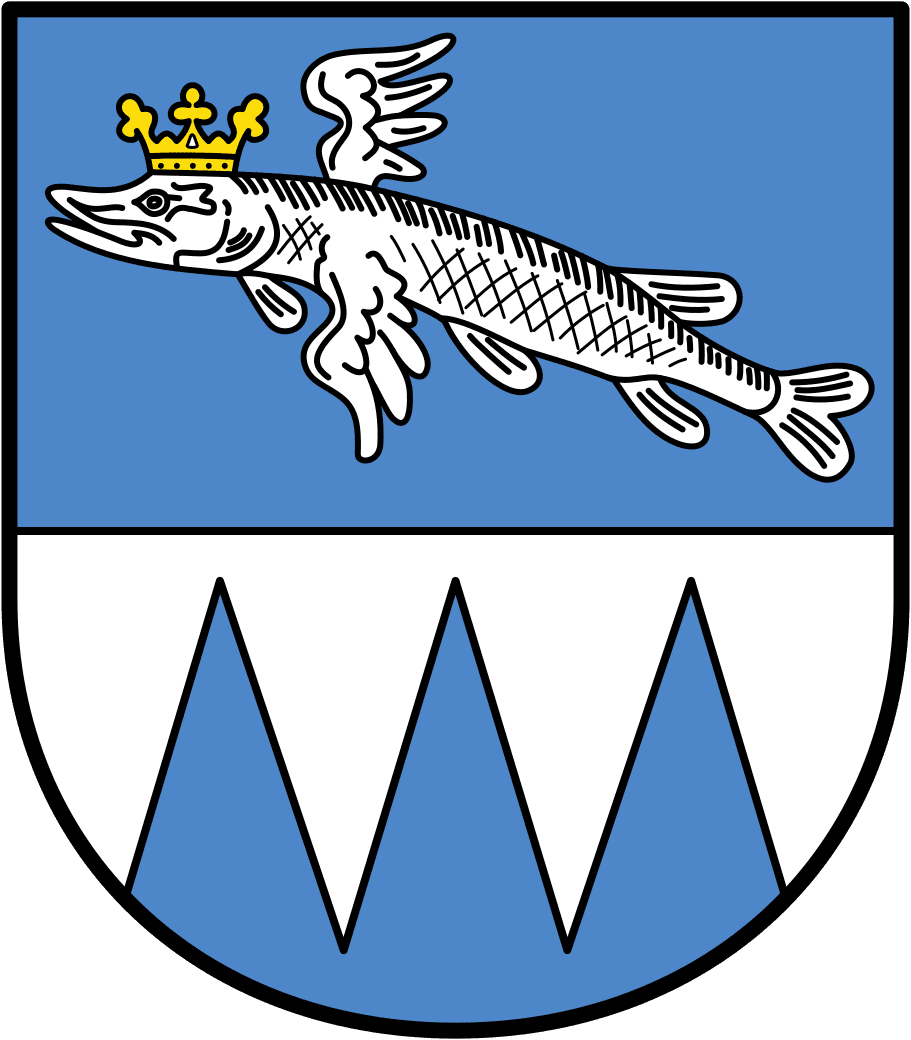
Wappen der Gemeinde Hechthausen
Wappen der Gemeinde Kranenburg
Wappen des Dorfes Kranenburg
Wappen der Gemeinde Bliedersdorf

## Epitaphe

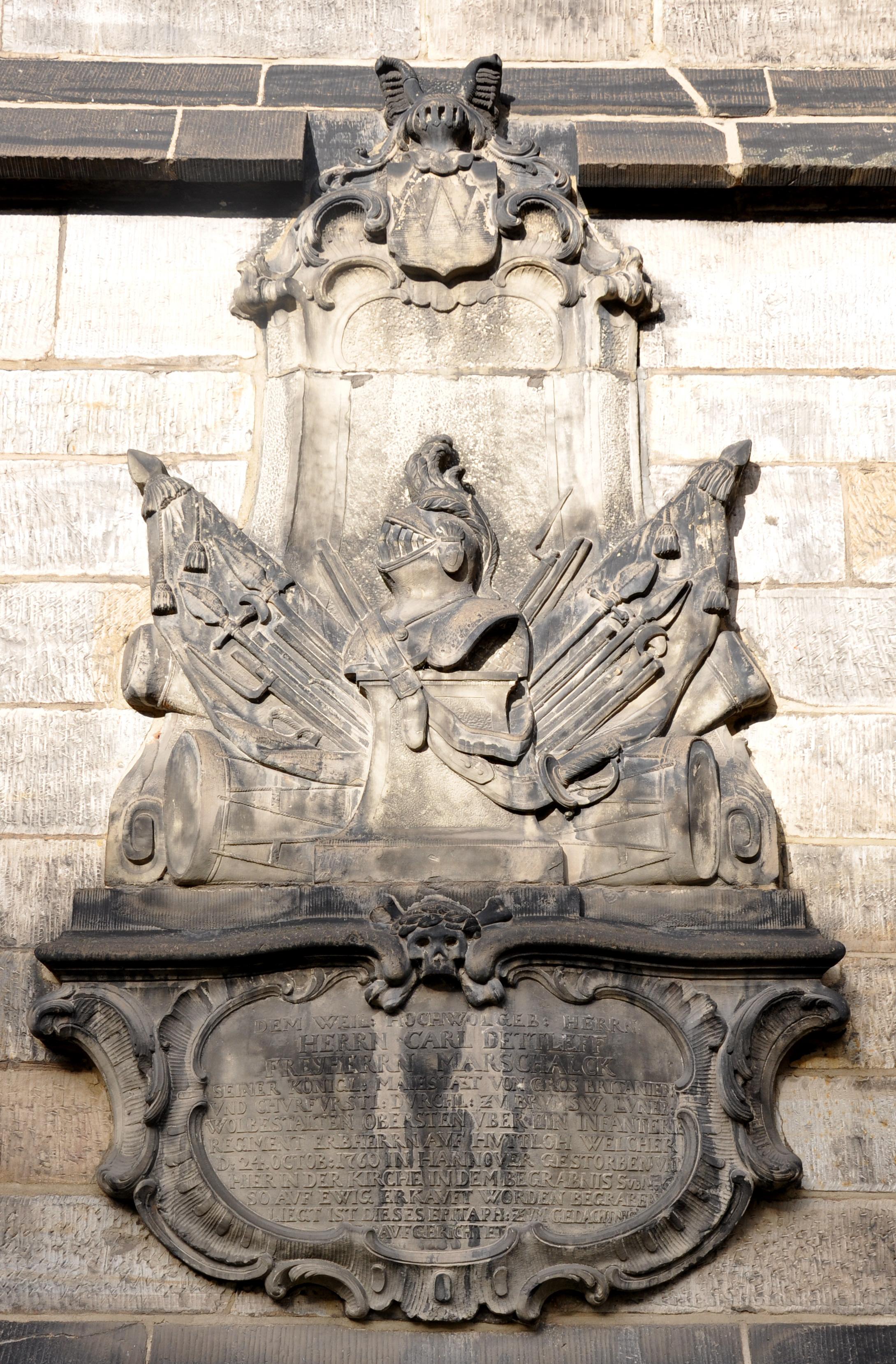
Epitaph für Carl Dethlef von Marschalck († 1760) an der Gartenkirche in Hannover

Epitaphien und Wappendarstellungen der Familie befinden sich in der Marienkirche von Hechthausen und an der Mauer auf dem Rittergut Hutloh und an der Gartenkirche St. Marien in Hannover.